# M18 헬캣
M18 헬캣(M18 Hellcat)은 미국이 개발한 구축전차이자 대전차자주포로, 2차대전 당시 가장 빠른 구축전차였다.

## 개요
2차대전 말 미국은 당시 구축전차인 M10 울버린을 대량 보유하고 있었지만 고려했던 것보다 기동성이 부족하자 미국은 새로운 전차를 개발하게 되고, 그것이 M18 헬켓이다. M18 헬캣은 압연강판을 용접해 제작되었으며, 무게를 줄여 무려 88km/h라는 엄청난 속도를 자랑하는 듯 당시에는 꽤나 완성도가 높은 차량이었다. 그리고 셔먼전차와 같은 공랭식 엔진을 사용하는데, 셔먼과는 달리 부품을 추가해 차체의 높이를 낮출 수 있었다. 그러나, 가벼운 무게를 얻으려 장갑을 희생한 나머지, 아무리 경사장갑이라고 해도 무려 0.5인치(12.7mm)의 철판은 중기관총에도 관통될 정도였으며, 심지어 일본군의 57mm 유탄포에도 피해를 입을 정도였으니, 최대한 적을 피해 다녀야 했다. 거기다가 오픈탑 형식이라 공습이나 수류탄, 박격포와 같은 곡사화기에 특히 취약하였다. 게다가 막상 이 전차를 투입한 1944년에는 독일군 중전차에 상대가 되지 못했다. 그래도 빠른 속도를 살려 기습이나 옆구리를 치는 작전으로 셔먼이나 울버린보다 교환비는 높았다.

## 활약
이전차는 노르망디 상륙작전때 처음 투입되었고 종전까지 유럽 전선에서 사용되었다. 미국은 1957년까지 이 전차를 사용하였다.

## 같이 보기
- M36 구축전차